# Delnița (okręg Suczawa)
Delnița – wieś w Rumunii, w okręgu Suczawa, w gminie Fundu Moldovei. W 2011 roku liczyła 104 mieszkańców.